# Pseudogramma polyacantha
Pseudogramma polyacantha ist eine kleine Fischart aus der Familie der Zackenbarsche (Epinephelidae). Sie kommt im tropischen Indopazifik von den Küsten von Mosambik und Madagaskar im Westen über die Seychellen, Mauritius, die Cargados-Carajos-Inseln, Sri Lanka, Indonesien, die Philippinen und Französisch-Polynesien bis nach Manuae und Moorea im Osten und Südjapan im Norden vor.

## Merkmale
Pseudogramma polyacantha erreicht eine maximale Standardlänge von 8,5 cm und gehört damit zu den kleinsten Zackenbarscharten. Die Fischart ist langgestreckt, die Standardlänge beträgt das drei- bis vierfache Körperhöhe. Das Maul ist relativ groß, Kiefer und Gaumen sind mit kleinen Zähnen besetzt, die in bürstenartigen Reihen angeordnet sind. Die Kopfbeschuppung ist bei Pseudogramma polyacantha ausgeprägter als bei den nahen Verwandten und reicht nach vorn bis zu den Nasenöffnungen. Die Färbung der Fischart besteht aus einem gesprenkelten Muster aus abwechselnd graubraunen und braunen Flecken. Die Flossen sind rauchgrau, die Iris ist braun mit einem gelben oder orangen Rand direkt an der Pupille.
Morphometrie:
- Flossenformel: Dorsale VII/19–20; Anale III/15–17, Pectorale 14–16.
- Schuppenformel: mLR 46–56.
- Kiemenrechen: 5–6 + 10–12.
- Wirbel: 10+(15)–16.

## Lebensweise
Pseudogramma polyacantha ist einzelgängerisch und lebt sehr versteckt zwischen Korallen und unter abgebrochenen und abgestorbenen Steinkorallenästen in Lagunen und im flachen Wasser der Riffdächer.

## Systematik
Die Fischart wurde 1856 durch den niederländischen Ichthyologen Pieter Bleeker unter der Bezeichnung Pseudochromis polyacanthus erstmals wissenschaftlich beschrieben. 1875 führte der gleiche Autor die Gattung Pseudogramma ein. Die Gattung wurde in der Vergangenheit teilweise den Sägebarschen oder Seifenbarschen zugeordnet, heute gehört sie zu den Zackenbarschen und umfasst die kleinsten Vertreter dieser Familie. Pseudogramma polyacanthus ist die namensgebende Art des Pseudogramma polyacanthus-Artenkomplexes, zu dem noch drei weitere, ohne nähere Untersuchung kaum zu unterscheidende Arten angehören. Diese sind Pseudogramma brederi von Mauritius, den Marshallinseln, dem Johnston-Atoll und Hawaii, Pseudogramma galzini von den Austral-Inseln, Rapa Iti und den Gambierinseln, sowie Pseudogramma paucilepis der von Vanuatu und den Loyalitätsinseln im Westen über Fidschi, Tonga und Wallis und Futuna bis zu den Marquesas-Inseln im Osten vorkommt.